# فرنسيسكو خوسيه بينهيرو
فرنسيسكو خوسيه بينهيرو (بالبرتغالية: Francisco José Pinheiro‏) هو سياسي برازيلي، ولد في 28 سبتمبر 1954 في البرازيل. حزبياً، نشط في حزب العمال البرازيلي.